# Regin

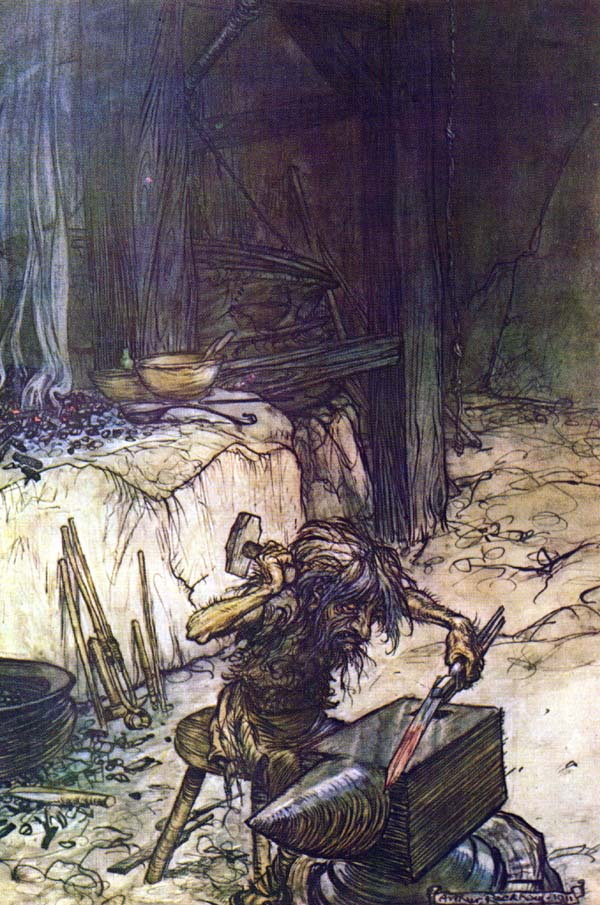
Regin por Arthur Rackham.

Na Saga dos Volsungos, Regin é uma personagem da mitologia nórdica, filho de Hreiðmarr e tutor de Sigurd, sendo dotado de extrema inteligência e destreza, ao ponto de ter construído uma casa de ouro e gemas para seu pai. Regin e seu irmão, Fafnir, mataram Hreidmar a fim de obter o ouro amaldiçoado que este recebeu dos deuses após Loki ter matado seu filho, Otaro. Fafnir, no entanto, transformou-se num dragão por ter desejado todo o ouro para si, expulsando seu irmão e obrigando Regin a viver no exílio, entre os homens. Regin, por sua vez, ensinou aos homens a plantar, a metalurgia, a navegar a velas, a domar cavalos e mulas, a construir casas, a tecer e costurar. Assim foi que Regin se tornou tutor de Sigurd e eventualmente o enviou para recuperar o tesouro.
Regin forjou uma maravilhosa espada para Sigurd, mas esta rapidamente se quebrou. Sigurd então encontrou a espada de seu pai (Sigmund), chamada Gram, e pediu para Mímir que a consertasse para matar Fafnir. Após banhar-se no sangue do dragão, Sigurd adquiriu invulnerabilidade e a capacidade de falar com as aves – uma das habilidades de Fafnir – e foi por meio delas que descobriu que seu antigo tutor, Regin, planejava agora matá-lo para obter o tesouro amaldiçoado.
A Thidrekssaga relata uma história um pouco diferente, na qual Regin é o dragão e Mímir como seu irmão e tutor de Sigurd.

## Regin e Dvergr
Na edda poética (Völuspá 12), o Dvergatal lista Regin como um dvergr (anão nórdico). Entre os contos heróicos que nela constam (Reginsmál, aka Sigurðarkviða Fáfnisbana Önnur), é dito:
"Regin filho de Hreiðmarr .. era o mais habilidoso dos homens, e um dvergr em estatura. Ele era sábio, cruel e versado em magia."
Há que se notar que o "anão nórdico" das lendas não necessariamente é menor em estatura que o ser humano médio, podendo ser maior, de acordo com alguns poemas, como no Álvissmál, ou da mesma altura, como nalguns desenhos feitos no período viquingue.

## O Anel do Nibelungo
Na ópera de Richard Wagner, Regin corresponde a Mímir, o anão (nibelungo) irmão de Alberich que conta a Siegfried sobre o "tesouro do Reno", em especial sobre o anel de Odin, que possuía a capacidade de encontrar mais ouro.